# Anna Kaszyńska
Św. Anna Kaszyńska (ros. Святая благоверная великая княгиня - инокиня Анна Кашинская) (ur. ok. 1280, zm. 2 października 1368) – rosyjska księżniczka z dynastii Rurykowiczów, kanonizowana w 1650.

## Życiorys
W 1294 r. poślubiła Michała Twerskiego, wielkiego księcia włodzimierskiego. Mieli pięcioro dzieci:
1. książę Dymitr Twerski (1299-1326)
2. książę Aleksander twerski (1301-1339)
3. książę Konstantyn Twerski (1306-1346)
4. książę Wasyl Kaszyński (zm. po 1368)
5. Feodora

Boris Uspienski w swojej pracy „Krzyż i koło: z historii symboliki chrześcijańskiej” podaje informację o postanowieniu dotyczącym dekanonizacji świętej Anny Kaszyńskiej, jakie zostało podjęte w czasie Soboru Moskiewskiego z 1678 roku. Przyczyną postanowienia był fakt, iż szczątki świętej zachowały się z dwupalcowym ułożeniem ręki, które było wówczas łączone (w związku z reformą Nikona) z udzielaniem błogosławieństwa, do czego księżna nie miała prawa. Mimo objęcia świętej anatemą jej kult nie słabł. Na przełomie XIX i XX wieku Świątobliwy Synod Rządzący podjął starania w celu przywrócenia kultu świętej.